# Martin Zander
Martin Zander (mort 1925), hauptmann de la Luftstreitkräfte alemanya, fou un as de l'aviació de la Primera Guerra Mundial amb un total de cinc victòries.